# Талдикорган
Талдикорган (каз. Талдықорған, рус. Талдыкорган) је град Казахстану у Алматинској области. Према процени из 2010. у граду је живело 126.944 становника.

## Становништво
Према процени, у граду је 2010. живело 126.944 становника.
| 1979.   | 1989.    | 1999.    |
| ------- | -------- | -------- |
| 87.948. | 118.623. | 107.100. |